# Fasciotomía
La fasciotomía o fasciectomía es un procedimiento quirúrgico en el que se corta la fascia para aliviar la tensión o la presión con el fin de tratar la pérdida de circulación resultante en una zona de tejido o músculo. La fasciotomía es un procedimiento que salva la extremidad cuando se utiliza para tratar el síndrome compartimental agudo. A veces también se utiliza para tratar el síndrome compartimental crónico. El procedimiento tiene una tasa de éxito muy alta, siendo el problema más común el daño accidental a un nervio cercano. 

## Indicaciones
El síndrome compartimental es una de las condiciones en las que puede estar indicada una fasciotomía. Entre las personas susceptibles de sufrir lesiones que necesitan una fasciotomía se encuentran las siguientes:
- Las lesiones por aplastamiento[2]
- Atletas que han sufrido una o más lesiones graves por impacto
- Personas con quemaduras graves
- Personas con sobrepeso severo
- Víctimas de mordedura de serpiente, pero muy raramente[3]

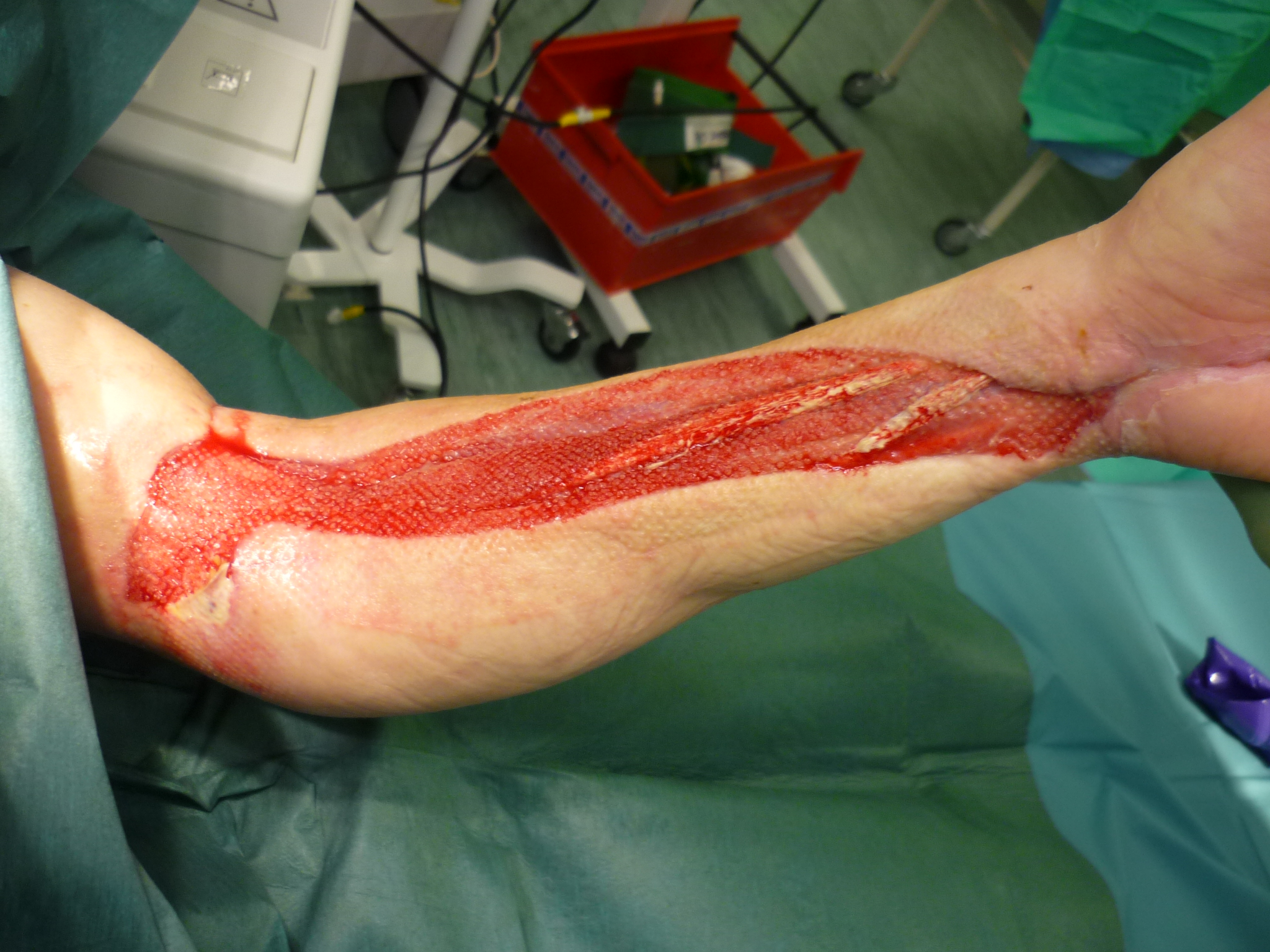
Una fasciotomía del antebrazo antes del injerto de piel.

## Complicaciones
Un retraso en la realización del procedimiento puede provocar complicaciones neurovasculares o llevar a la necesidad de amputación de una extremidad. Las complicaciones también pueden consistir en la formación de tejido cicatricial tras la operación. Un engrosamiento de las cicatrices quirúrgicas puede dar lugar a la pérdida de movilidad de la articulación implicada. Esto puede tratarse mediante terapia ocupacional o física.

## Proceso

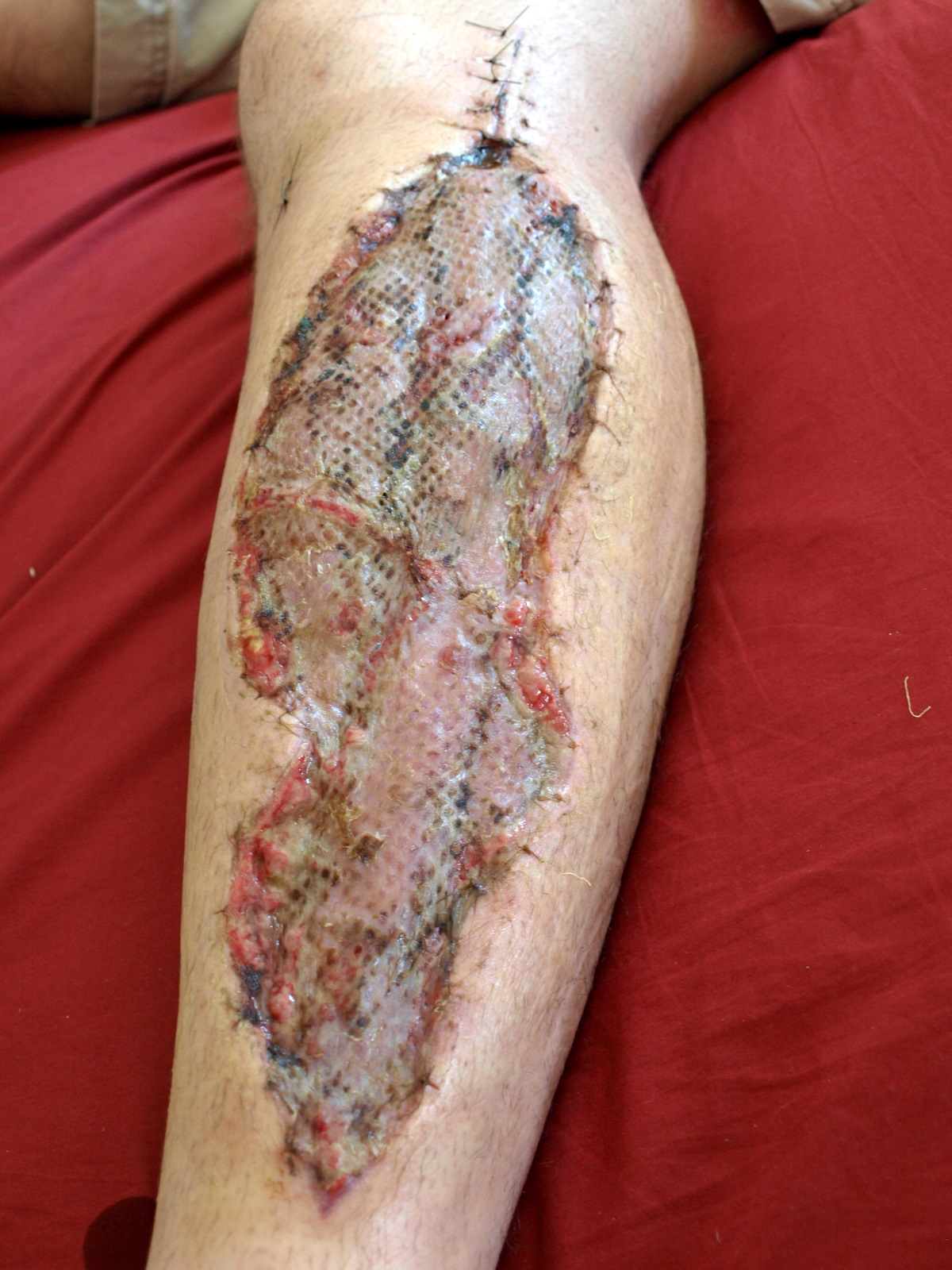
Herida cubierta con un injerto de piel una vez aliviada la presión

La fasciotomía en las extremidades suele ser realizada por un cirujano bajo anestesia general o regional. Se realiza una incisión en la piel y se extrae una pequeña zona de fascia en el lugar donde mejor se alivie la presión.
La fasciotomía plantar es un procedimiento endoscópico. El médico realiza dos pequeñas incisiones a cada lado del talón. En una de las incisiones se introduce un endoscopio para guiar al médico. En la otra se introduce un pequeño cuchillo. Se retira una parte de la fascia cercana al talón. A continuación se cierran las incisiones.

Además de la formación de cicatrices, existe la posibilidad de que el cirujano tenga que utilizar un injerto de piel para cerrar la herida. A veces, al volver a cerrar la fascia en otro procedimiento quirúrgico, el músculo sigue siendo demasiado grande para cerrarlo completamente. Es visible una pequeña protuberancia, pero no es perjudicial. La cicatrización es mucho más larga y en algunos casos dura varios meses.